# Ia & Batiste
Ia & Batiste va ser una formació musical catalana integrada per Josep Maria Clua i Jordi Batiste. El seu estil va ser definit a mig camí entre la música progressiva i el rock laietà. Enregistraren quatre discos, dos dels quals són considerats per alguns com dels millors de la música catalana. El 1975 participaren en la primera edició del Festival Canet Rock.

## Trajectòria

### Primera etapa
L’estiu del 1971, Jordi Batiste va tornar de la mili i va incorporar-se a un grup en procés de formació, que estava finançat per Joan Manuel Serrat. Es deia Página Blanca, en castellà, perquè pretenien dirigir-se al públic hispà. Allà va coincidir amb l’amic i futur cunyat Josep Maria Clua, el qual ja havia publicat cinc EP amb el grup Dos+Un (juntament amb el seu germà Jordi, i amb Manel Joseph). Página Blanca no va passar mai de projecte, però quan es va acabar, els dos amics van decidir continuar tocant junts.
La primera actuació de la nova banda, Ia & Batiste, va tenir lloc a un festival que es va celebrar al camp de futbol de la Palmera, al barri barceloní de la Bordeta, l’1 de juliol de 1972.
A finals del 1972 van gravar el primer àlbum, Un gran dia, un disc polièdric, que incloïa cançons com Sifón o Pallarès, i en què tots dos artistes hi van aportar la seva personalitat. Estava cantat en català i també en anglès, perquè Batiste va compondre una part de les cançons mentre feia la mili, encara sota la influència de l’esperit de Màquina!. De fet, els arranjaments, amb banda de rock, cordes, metalls i cors, van anar a càrrec d’Enric Herrera. I hi va col·laborar, entre d’altres, Max Sunyer com a guitarrista i Manel Joseph com a percussionista.
Al duet, però, li va tocar viure en un moment d’impàs en què es va haver de moure per circuits underground: a començament dels anys setanta, la música progressiva ja no estava de moda i encara no s’havia inaugurat la sala Zeleste de Barcelona, que més endavant seria un revulsiu i el bressol l’ona laietana. Ia & Batiste, no van vendre gaire còpies del primer disc i rarament tocaven en directe. A més, al cap de poc Ia Clua va haver de marxar al servei militar.
Quan Clua va tornar, la primavera de 1974, el duet va presentar juntament amb Jaume Sisa  l’espectacle Villa Montserrat al teatre Capsa de Barcelona. El 1975 van actuar al Canet Rock, al Teatre Grec com a teloners de Joan Manuel Serrat i a un concert de reaparició del Grup de Folk al teatre de l’Aliança del Poblenou.
Aquell mateix any 1975 va aparèixer el segon disc del duet, Chichonera’s Cat, un treball en què tots dos artistes ja no componien conjuntament, sinó que hi van aportar les seves composicions alternativament. En aquest cas, els arranjaments van anar a càrrec d’Agustí Fernàndez. El disc inclou la que potser és la seva cançó més coneguda, una adaptació del poema de Josep Carner El gessamí i la rosa, que Clua va musicar, i que més endavant han versionat artistes com Serrat, Sanpedro o Max Sunyer.
L’1 de juliol de 1976, després d’un concert a un festival a Santa Coloma de Gramenet, el duet es va desfer com a formació estable. Durant els següents anys, Jordi Batiste i Ia Clua van portar a terme les seves carreres artístiques per separat.

### Segona etapa
Durant els anys vuitanta, el duet Ia & Batiste no va funcionar com a banda estable. Malgrat tot, sí que van fer algunes aparicions puntuals. Per exemple, el 1984 van presentar “Cançons il·lustrades” al programa Àngel Casas Show de Televisió de Catalunya, acompanyats de l’orquestra del Mestre Bardagí i l’actor Antoni Rovira. I el 1986, van fer una reaparició excepcional a la plaça del Rei, en el marc del festival Grec de Barcelona. El 1990 van crear i presentar un programa nocturn a Catalunya Ràdio que es deia Clixtabrugui i que es va emetre durant tres temporades.
Però no va ser fins al 1993 que el duet va tornar oficialment als escenaris. I ho van fer de la mà de Pep Sala, que els va produir l'espectacle de retorn amb l'acompanyament del seu grup habitual, La Banda del Bar. En total, van ser quatre concerts que van tenir lloc a la sala L’Espai de Barcelona. Els concerts, que també van comptar amb les col·laboracions de Max Sunyer, Joan Bibiloni, Santi Arisa, Lluís Gavaldà i Joan Reig, van ser enregistrats i van donar lloc a un nou disc, En directe, 18 anys després de la seva última referència discogràfica. El mateix any van col·laborar en la gravació i la presentació en directe del Disc dur de Pau Riba, que va tenir lloc a la sala Apolo. També van col·laborar al disc de Pep Sala, Fins que calgui. L’any següent van actuar al concert de celebració dels 20 anys de l’Elèctrica Dharma al Palau Sant Jordi amb la cançó “Voldria ser la teva música”.
El 1995 van gravar un últim disc d’estudi, Esfera malheur (editat per Picap), amb cançons inèdites d’un i altre que van arribar a presentar en directe en una única actuació al London bar del Raval barceloní. L’última aparició pública coneguda del duet va ser el 1999 al concert d’homenatge a Carles Sabater, al Palau Sant Jordi, en què van versionar l’èxit de Sau “No he nascut per militar”.

## Discografia

### Discografia pròpia
| Any  | Títol            | Segell                | Comentaris                                           |
| ---- | ---------------- | --------------------- | ---------------------------------------------------- |
| 1972 | Un gran dia      | Diábolo / Als 4 Vents | Disseny, Jordi Batiste. Arranjaments, Enric Herrera  |
| 1975 | Chichonera's Cat | Òliba                 |                                                      |
| 1993 | En directe       | PDI                   | Banda d'acompanyament, La banda del Bar de Pep Sala. |
| 1995 | Esfera Malheur   | Picap                 | Banda d'acompanyament, Fuego!                        |

### Col·laboracions
| Any  | Títol                                | Artiste          | Segell       | Comentaris                                                                       |
| ---- | ------------------------------------ | ---------------- | ------------ | -------------------------------------------------------------------------------- |
| 1993 | Disc dur                             | Pau Riba         | K Industria  | Col·laboren a les cançons "Assassinat" i "Epíleg"                                |
| 1993 | Fins que calgui (Pep Sala)           | Pep Sala         | On the rocks |                                                                                  |
| 1994 | 20 anys de Dharma                    | Elèctrica Dharma | Picap        | Disc de l'Elèctrica Dharma. Col·laboren en la cançó "Voldria ser la teva música" |
| 1999 | Concert d'homenatge a Carles Sabater | Sau              | Fanàtic      | Col·laboren en la cançó "No he nascut per militar"                               |